# Flaszowiec różnolistny
Flaszowiec różnolistny (Annona macroprophyllata Donn.Sm.) – gatunek rośliny z rodziny flaszowcowatych (Annonaceae Juss.). Występuje naturalnie w Ameryce Centralnej oraz w południowej części Meksyku. Ponadto jest uprawiana poza swoim środowiskiem naturalnym. Epitet gatunkowy pochodzi z łaciny i oznacza wielkolistny. Gatunek został po raz pierwszy opisany w 1910 roku przez Johna Donnella Smitha. 

## Morfologia
PokrójZrzucające liście drzewo dorastające do 8 m wysokości. Młode pędy są omszone.
LiścieMają kształt od owalnego do owalnie lancetowatego. Mierzą 7,5–20 cm długości oraz 3–10 cm szerokości. Od spodu są omszone i pokryte woskowym nalotem. Nasada liścia jest zaokrąglona lub rozwarta. Wierzchołek jest zaokrąglony. Ogonek liściowy, mniej lub bardziej owłosiony, dorasta do 10 mm długości.
KwiatySą pojedyncze lub zebrane po 2–3 w kwiatostanach. Kwiaty mierzą do 3 cm średnicy. Działki kielicha mają owalny kształt i dorastają do 2–4 mm długości, są omszone od wewnętrznej strony. Płatki, liniowo podłużnego kształtu, czerwonawe, osiągają do 15–30 mm długości. Są omszone. Płatki zewnętrzne nie występują.
OwoceTworzą owoc zbiorowy. Mają jajowaty lub kulisty kształt. Osiągają 20 cm długości oraz 15 cm średnicy. Mają zieloną lub czerwonawą barwę. Egzokarp pokryty jest naroślami. Endokarp ma barwę od białej do brązowej. Nasiono kształtu owalnego lub odwrotnie owalnego dorasta do 10 mm długości, ma ciemnobrązową barwę.

## Biologia i ekologia
Kwitnie od kwietnia do sierpnia, natomiast owoce pojawiają się od czerwca do listopada. 

## Zastosowanie
Roślina ma zastosowanie w medycynie ludowej w leczeniu cukrzycy. Badania in vitro oraz na szczurach wykazały zasadność stosowania A. macroprophyllata w meksykańskiej medycynie ludowej w kontroli glikemii poposiłkowej u osób z cukrzycą.

## Wartość odżywcza
Według analiz przeprowadzonych w Salwadorze, wartość odżywcza w 100 g owocu tego gatunku zawiera: wodę (71,5 g), białka (0,447 g), tłuszcze (0,16 g), błonnik (1,3 g), wapń (31,6 mg), fosfor (51,7 mg), żelazo (0,7 mg), karoten (0,011 mg), tiaminę (0,235 mg), ryboflawinę (0,297 mg), niacynę (2,177 mg) oraz kwas askorbinowy (13,6 mg).